# Salt Bae
 Nusret Gökçe ([nusˈɾet ɟøcˈtʃe]), còn được biết đến với biệt danh Salt Bae hay Thánh rắc muối (ngày sinh 9 tháng 8 năm 1983) là một đầu bếp và chủ nhà hàng người Thổ Nhĩ Kỳ, hiện đang sở hữu chuỗi nhà hàng bít tết mang tên Nusr-Et. Kỹ thuật chế biến và nêm gia vị thịt của ông đã trở thành một meme trên Internet. Tên gọi chuỗi nhà hàng Nusr-Et là sự tổng hợp từ tên của ông và "Et", có nghĩa là "thịt" trong tiếng Thổ Nhĩ Kỳ.

## Đời tư
Gökçe sinh ra ở Erzurum, Thổ Nhĩ Kỳ, trong một gia đình người Kurd. Cha của ông là một thợ mỏ. Do vấn đề về tài chính, nên gia đình buộc ông phải nghỉ học năm lớp 6 để đi học nghề bán thịt ở quận Kadıköy của Istanbul.
Gökçe đã tham gia rất nhiều vào công việc từ thiện, chẳng hạn như xây dựng một trường học ở quê hương Erzurum của ông.

## Salt Bae
Gökçe được biết đến rộng rãi nhờ một loạt video và meme lan truyền trên Internet từ tháng 1 năm 2017, trong đó cho thấy ông đang xẻ thịt và rắc muối lên trên.
Sự nổi tiếng của ông bắt nguồn từ một video lan truyền, "Ottoman Steak", được đăng vào ngày 7 tháng 1 năm 2017 trên tài khoản Twitter của nhà hàng của ông. Nó đã đạt 10 triệu lượt xem trên Instagram, và sau đó ông được mệnh danh là "Salt Bae" vì cách rắc muối kỳ lạ của mình: dùng ngón tay bóc muối lên, sau đó thả từ từ xuống cẳng tay rồi rơi xuống dĩa. Do lượng người tiếp xúc với ông tăng lên đáng kể sau bài đăng này, nên danh tiếng của Gökçe ngày càng được củng cố và ông đã có cơ hội được phục vụ cho rất nhiều người nổi tiếng cũng  như các chính trị gia trên thế giới.

## Các nhà hàng
Gökçe đã đến thăm một số quốc gia bao gồm Argentina và Hoa Kỳ từ năm 2007 đến năm 2010, nơi ông làm việc miễn phí trong các nhà hàng địa phương để tích lũy kinh nghiệm làm đầu bếp cũng như chủ nhà hàng. Sau khi trở về Thổ Nhĩ Kỳ, Gökçe đã mở nhà hàng đầu tiên của mình ở Istanbul vào năm 2010 rồi sau đó là một nhà hàng ở Dubai vào năm 2014.
Các món ăn được phục vụ tại các nhà hàng của Gökçe đã vấp phải nhiều đánh giá trái chiều và được mô tả là "đắt đỏ". Những nhận xét chuyên môn đầu năm 2018 về nhà hàng bít tết ở Thành phố New York của ông nhìn chung là tiêu cực. Joshua David Stein, khi viết trên tờ GQ đã gọi món bít tết là chẳng ra gì, còn bánh hamburger thì quá chín.
Tuy nhiên, về phương diện giải trí, các đánh giá nhìn chung có xu hướng tích cực hơn. Robert Sietsema nhận xét trên trang Eater, "Nếu bạn chỉ nghĩ về chi nhánh mới của Nusr-Et ở New York như một nhà hàng bít tết, bạn có thể sẽ thất vọng... Mặt khác, nếu bạn đánh giá nơi này như một "rạp hát" ăn tối, bạn sẽ thấy thỏa mãn - nhưng chỉ khi Salt Bae có mặt để phục vụ".
Tính đến  năm 2019, Nusr-Et có chi nhánh tại Abu Dhabi và Dubai thuộc Các Tiểu vương quốc Ả Rập Thống nhất; Doha ở Qatar; Ankara, Bodrum, Istanbul và Marmaris ở Thổ Nhĩ Kỳ; Jeddah ở Ả Rập Xê Út: Mykonos ở Hy Lạp; Miami và New York ở Mỹ.

## Tranh cãi
Vào tháng 12 năm 2017, ông đã bị chỉ trích vì một bức hình hồi 2016 khi tạo dáng trước ảnh vị lãnh tụ Cuba Fidel Castro.
Tháng 9 năm 2018, Gökçe đã bị Marco Rubio và hội đồng thành phố Miami chỉ trích sau khi tổng thống Venezuela Nicolás Maduro dùng bữa tại nhà hàng của Gökçe ở Istanbul, trong đó Rubio gọi Gökçe là "tên lập dị".
Vào tháng 11 năm 2019, bốn trong số các nhân viên cũ của Gökçe đã cáo buộc ông lấy đi một phần tiền boa của họ. Bốn người còn nói rằng họ đã bị sa thải khỏi nhà hàng chi nhánh ở New York khi đang cố hỏi về số tiền boa đó. Về lý do tại sao Gökçe lại sa thải họ, ông đáp: "Tôi không hài lòng với năng lực của bốn nhân viên... Kể từ khi bị sa thải, họ như muốn nói với tôi rằng 'hãy xem tụi tôi sẽ làm gì anh' và đưa ra những cáo buộc về chuyện này."
Cuối tháng 9 năm 2020, nhà hàng của Gökçe ở Boston đã bị giới chức y tế công cộng yêu cầu đóng cửa vài ngày sau khi mở cửa do vi phạm tiêu chuẩn an toàn COVID-19. Nhà hàng sau đó mở cửa trở lại vào đầu tháng 10.
Vào tháng 10 năm 2021, Gökçe bị giới truyền thông Anh soi mói về hóa đơn trị giá 37.000 bảng Anh cho một bữa ăn tại một trong những nhà hàng ở Vương quốc Anh.
Tháng 11 năm 2021, Gökçe bị chỉ trích vì đăng quảng cáo cần đầu bếp phục vụ tiệc tùng tại Nusr-Et với mức lương 12 bảng một giờ.
Ngày 18/12/2022, sau trận chung kết World Cup 2022, ông xuống sân ăn mừng và xin được chụp hình chung với các cầu thủ Argentina. Nhưng điều đáng nói là, Gökçe xuống sân nâng cao  chiếc chiếc cúp, thậm chí còn hôn lên nó. Theo điều luật của FIFA, chỉ những người chiến thắng và các nguyên thủ quốc gia mới có quyền cầm cúp vàng. Ông bị chỉ trích vì hành động này. FIFA thậm chí phải ra tuyên bố: "Sau khi xem xét, FIFA đã xác định cách các cá nhân vào sân trái phép sau lễ bế mạc tại sân Lusail vào ngày 18.12. Sẽ có những cuộc họp để xem xét về án phạt sau cuộc điều tra", một phát ngôn viên của FIFA nói với BBC. Theo đó, nhiều khả năng "thánh rắc muối" có thể bị cấm đến dự World Cup 2026 tại Bắc Mỹ.